# Tzintzuntzan (Purépechastad)
Tzintzuntzan (Purépecha: Ts’intsuntsani) was het belangrijkste centrum van de Purépecha (Tarasken), een Meso-Amerikaans volk dat in de precolumbiaanse periode een staat vormde in Michoacán, in het westen van het huidige Mexico. Tzintzuntzan komt uit het Taraskisch en betekent 'plaats van de Kolibries'.
De stad werd gesticht in de 13e eeuw. In de postklassieke periode ontstond er een driebond tussen deze stad, en de twee andere steden van de Tarasken: Pátzcuaro en Ihuatzio. Tzintzuntzan wist zich als hoofdstad van deze Taraskische staat op te werpen. Kenmerkend voor Tzintzuntzan zijn de indrukwekkende yácatas. Dit zijn ovaalvormige tempels die op grote hoge rechthoekige platforms werden gebouwd. Waarschijnlijk dienden deze bouwwerken als graftombes, omdat er resten van skeletten zijn gevonden en offergaven. Op haar hoogtepunt had de stad zo'n 30.000 inwoners.
In 1529 werd de stad hardhandig veroverd en grotendeels verwoest door de Spaanse veroveraar Nuño Beltrán de Guzmán.